# Cinéfondation

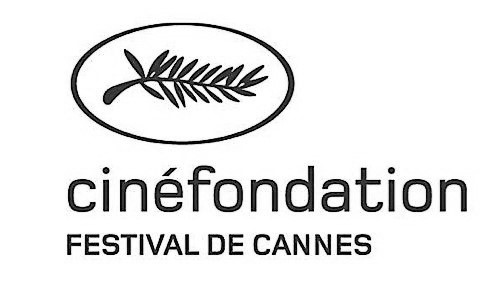
Logo de la Fundación

La Cinéfondation es una fundación bajo los auspicios del Festival de Cine de Cannes , creada para inspirar y apoyar a la próxima generación de cineastas internacionales. También es creado para la búsqueda de nuevos talentos. Cada año, selecciona entre quince y veinte cortometrajes y mediometrajes presentados por escuelas de cine en todos los países.

## La selección
La Selección de Cinéfondation ( francés : La Sélection ) es una sección paralela de la Selección Oficial del Festival de Cine de Cannes. 
Cada año, más de 1,000 películas estudiantiles llegan a la Cinéfondation para presentar su película a la Sélection . Esta selección de películas se proyecta en el Festival de Cannes y se presenta al Jurado de la Cinéfondation, que otorga premios a los tres mejores en una ceremonia oficial del Festival.
Presidido por Gilles Jacob, el equipo de Cinéfondation incluye:
- Pierre Viot , concejal;
- Georges Goldenstern, director;
- Dimitra Karya, directora de selección.